# Fira de Reus

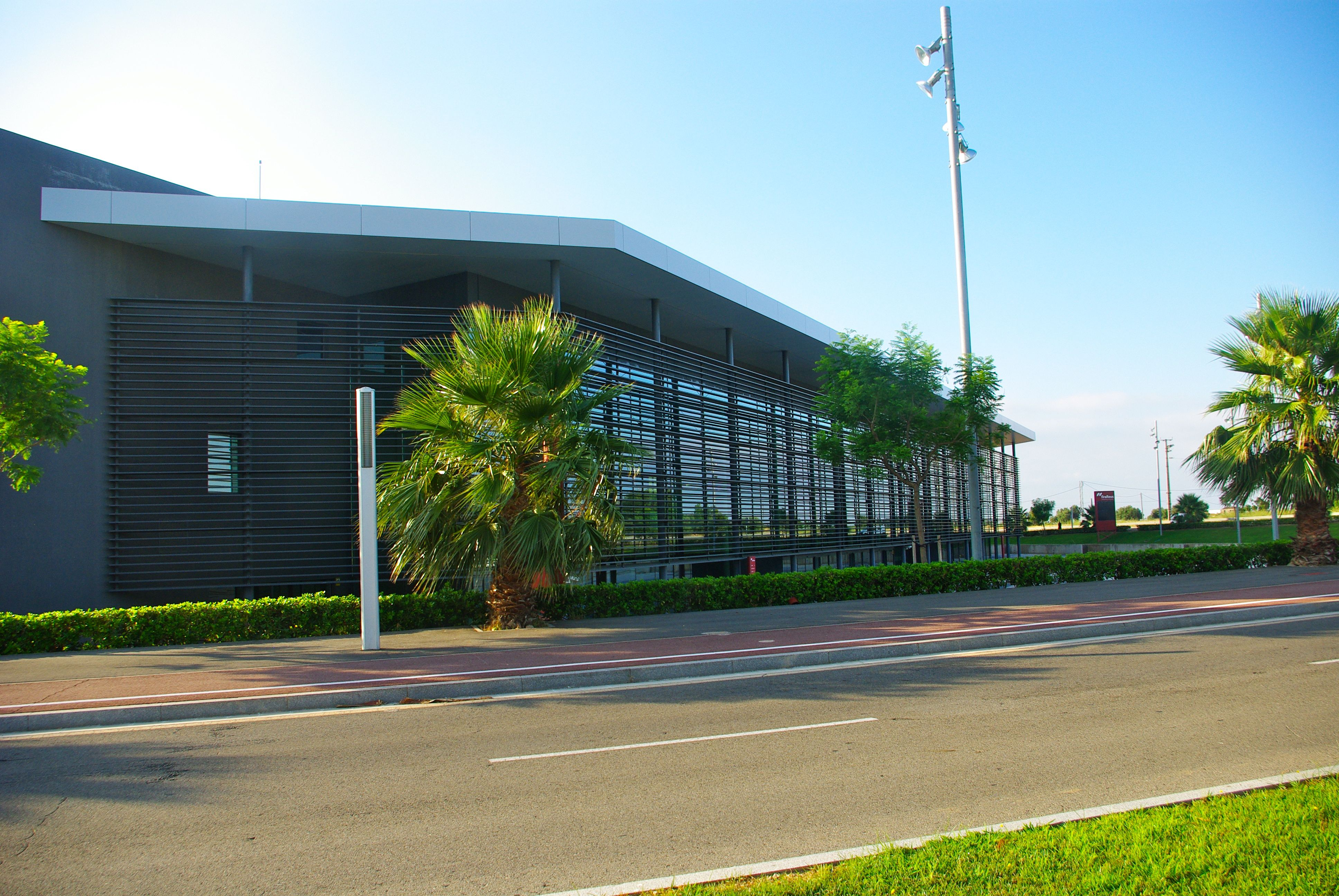
Fira de Reus al Tecnoparc

La Fira de Reus és un organisme local organitzador de les fires de la ciutat de Reus.
L'activitat firal a Reus troba el seu origen en el mercat dels dilluns per concessió reial el 1309, i el comerç de l'aiguardent, especialment, al segle xviii.
La primera manifestació firal a la ciutat es va produir el 1925 amb el Primer salón de la electricidad aplicada a la agricultura. A partir de 1942 es va celebrar la primera Feria Provincial de Muestras i el 1948 es va celebrar la segona Feria Oficial de Muestras de la Provincia de Tarragona, que el 1976 va esdevenir EXPROREUS (anagrama d'Exposició Provincial de Reus), una fira convertida en anual per exposar productes de totes les branques anomenada també Fira Catalana del Consumidor.
Inicialment, les fires es feien al Passeig de Mata i després, a l'antiga estació de Renfe propera a la plaça dels Màrtirs, avui plaça de la Llibertat. El 1978 l'ajuntament va construir en aquests terrenys el Palau de Fires i Congressos de Reus. Més tard, el Palau es va ampliar (2000) i s'hi desenvolupen altres Fires (Expo nuvis, Saló de l'Automòbil d'ocasió SAO, Parc Infantil de Nadal…) i Congressos.
Les instal·lacions constaven de 3 sales d'exposició, un saló d'actes, un auditori, les Sales Gaudí i Fortuny, i les Sales de Comissions. L'aparcament era inexistent encara que s'utilitzà l'aparcament del centre comercial Pryca (actual Carrefour), mitjançant un conveni.
El 2007 la Fira es va traslladar a unes instal·lacions provisionals als antics terrenys de Renfe a l'avinguda del Comerç. L'antic palau fou venut a l'empresa Metrovacesa per construir un centre comercial i amb els diners que s'obtindrien de la venda es va iniciar la construcció d'un nou palau a la zona industrial al polígon entre l'autovia de Bellissens i la carretera de Tarragona, a la zona del nou hospital local. Aquest nou palau fou inaugurat per a l'exposició de l'any 2011. L'antic palau, tot i que era una construcció recent, i arranjada només sis anys abans, fou enderrocat i es va començar la construcció del centre comercial. Les obres es van aturar temporalment el 2010 quan l'empresa Metrovacesa va entrar en crisi i no van fer front al pagament de la venda del terreny. El centre fou inaugurat finalment el 6 de novembre de 2015.

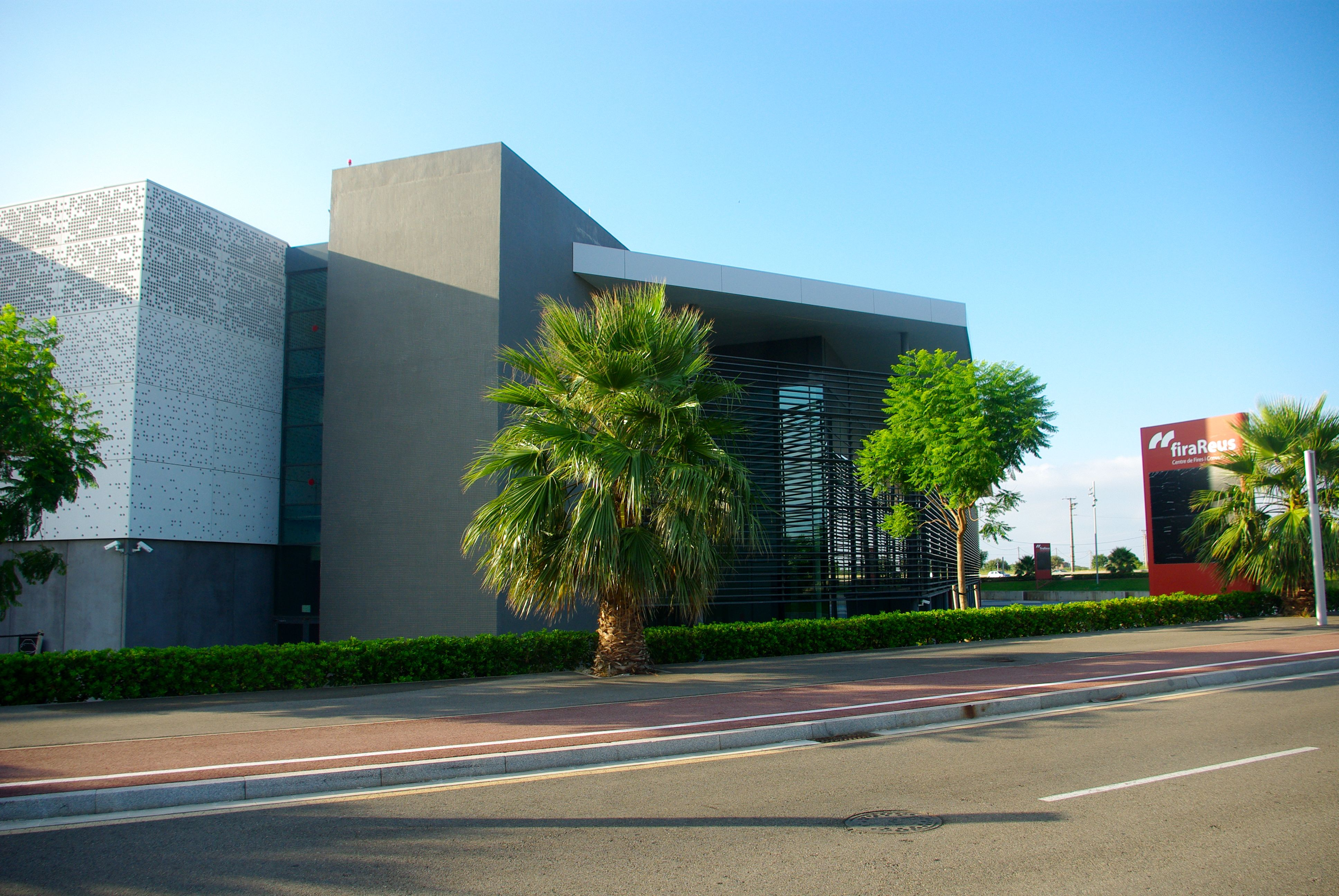
Edifici de la Fira de Reus al Tecnoparc

El nou recinte firal, que ara es diu Centre de Fires i Convencions disposa d'unes instal·lacions modernes i funcionals de 24.000 m². A la planta baixa hi ha l'auditori exterior de 4.600 m2 on hi cap un miler de persones, a més de tres sales firals. A la planta primera, hi ha l'auditori Antoni Gaudí, amb capacitat per a 754 persones. S'hi poden trobar dues sales d'actes i deu sales de reunions, a més de la sala de juntes i la sala de premsa. A la segona planta hi ha una sala de juntes, i dues sales de gran capacitat, de 106 i 224 m2, respectivament.